# Театральне мистецтво в Києві
Історія театрального мистецтва в Києві
Перші прояви елементів театрального мистецтва в Києві прийнято відносити до епохи Київської Русі, такими проявами називають виступи скоморохів. В часи середньовіччя елементи театру були присутні в народних обрядових іграх, церковних «дійствах» — містеріях, що проводились під час релігійних свят.

## XVII—XVIII ст
Перші відомості про театральні виступи в сучасному розумінні відносяться до другої третини XVII — початку XVIII ст., коли головним навчальним закладом міста був Київський колегіум, який з 1701 року отримав статус академії. Тут був шкільний театр, що виступав в будівлі колегіуму / академії, а в літній час на відкритих майданчиках. Одна з найбільш ранніх згадок про шкільний театр Київського колегіуму міститься в листі архієпископа Лазаря Барановича Мелетію Дзику від 1676 року. У цьому листі Лазар пригадує про власну акторську участь у виставах (в студентські роки, очевидно, у 1630-і), разом з ним у постановці трагедії брав участь Феодосій Сафонович. За свідченням митрополита Євгенія Болховитинова, літні виступи часто проходили на схилах гори Щекавиці, поблизу урочища річки Глибочиці. Шкільні драми писалися викладачами поетики і риторики, існувала традиція щорічно писати нові тексти, тому з часом з'явилося багато варіантів цих п'єс. Вони створювалися у формі мораліте, міраклів, діалогів, різдвяних і великодніх циклів. Одним з найбільш популярних був твір, написаний невідомим автором в 1673 році і вперше поставлений у 1674 — «Олексій, чоловік божий». Це була драма з агіографічним сюжетом, що включала образи античної міфології. Студенти також писали невеликі комічні інтермедії на народні теми, які ставилися між актами великих «професорських» драм, іноді вони були сюжетно пов'язані з основною драмою і доповнювали її (інтермедія «Іграння весілля» до п'єси «Олексій, чоловік божий»). З 1650-х років поширився жанр вертепної драми, що створювався також студентами Київського колегіуму.
До другої половини XVIII століття театральне життя міста залишалася майже виключно пов'язаним з Київською академією. У репертуар шкільного театру входили такі твори, як трагікомедії Феофана Прокоповича «Володимир» (вона вважалася зразком шкільної драми на історичні сюжети), «Милість божа» невідомого автора за сюжетами історичних пісень і фольклору, «Трагікомедія» Сильвестра Ляскоронського, різдвяне «Комічне дійство» Митрофана Довгалевського, «Воскресіння мертвих» Григорія Кониського. У XVIII столітті в розпорядженні театру Київської академії були складні декорації, використовувалися спеціальні зорові, світлові та звукові ефекти.
Поряд зі шкільним театром, в XVIII столітті популярними в Києві почали ставати виступи народних балаганних артистів (лицедіїв) і кріпосних театрів. Вистави останніх проходили в приватних будинках, в яких «театр» влаштовували у великій кімнаті. З 1789 року для проведення театральних вистав було відведено флігель Маріїнського палацу, також в кінці століття вистави проходили в одному з будинків на Печерську, який називали «Редутою».

## XIX ст

### Перший та другий Міські театри

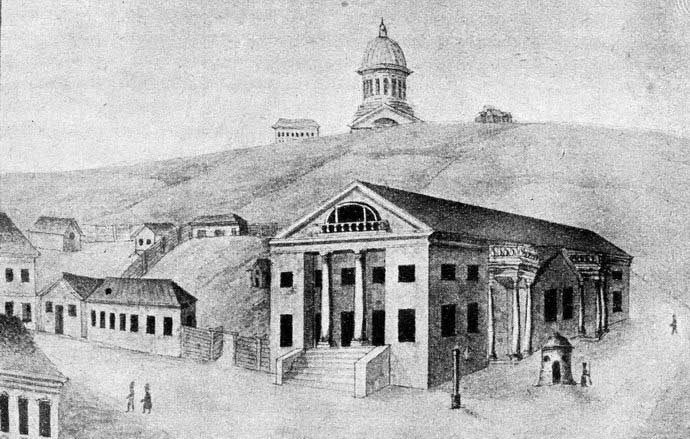
Перший Міський театр (1806—1851). Малюнок М. В. Закревського

Особливе значення для історії театру в Києві має переведення в місто Дубненських контрактових ярмарків у 1797 році. На київські контрактові ярмарки крім купців і ділових людей з'їжджалися артисти. Тут виступали польські, російські й українські трупи, балет з Іспанії, італійська опера. Тоді з'явилася необхідність в споруді постійного театрального приміщення. Перший київський Міський театр був побудований А. І. Меленським в 1804—1806 роках на площі, що називалася в той час Кінною. (Після будівлі театру вона стала Театральна, сучасна назва — Європейська). У 1834 році був побудований перший у Києві літній театр в Маріїнському парку. Пізніше літні театри відкрилися в парку Шато-де-Фльор (у 1864 році), в парку «Ермітаж» на Трухановому острові (в 1890-і роки) і в Купецькому саду (Літній театр Купецького зібрання, 1901 рік). Концертно-театральний зал був також у Контрактовому будинку на Подолі, побудованому В. Гесте і А. І. Меленським у 1815—1817 роках. У 1850 році затверджено проект будівництва нового міського театру на розі вулиць Володимирської та Кадетської. До того часу дерев'яна будівля першого театру почала руйнуватися й у 1851 році її було знесено.

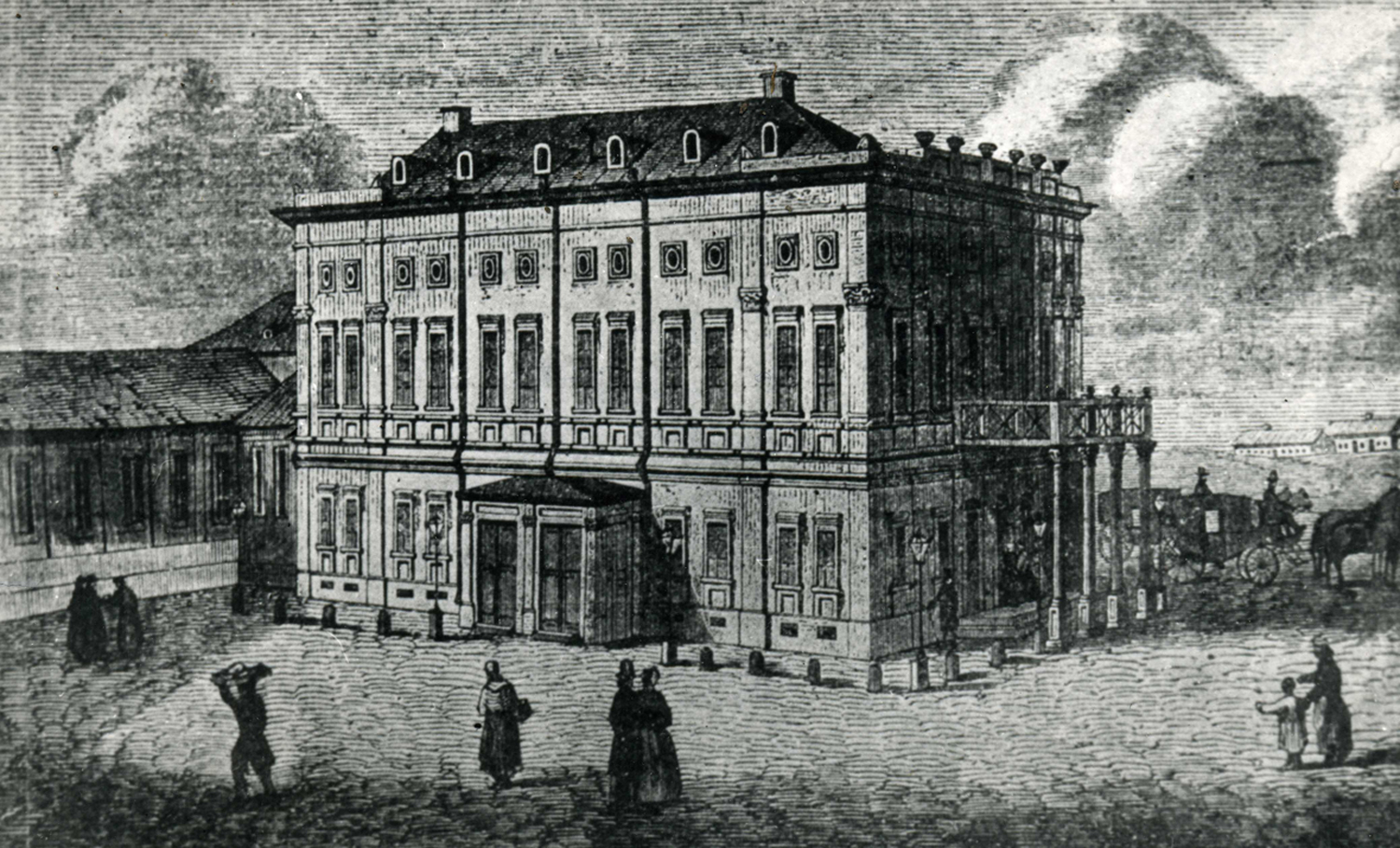
Другий Міський театр (1856—1896). Малюнок 1856 року

Кам'яний другий Міський театр (архітектор І. В. Штром) відкрився тільки у 1856 році, і п'ять років Київ залишався без постійного театрального будинку. На цей період київські артисти заснували невелике театральне товариство й орендували приватні приміщення — в садибі генеральші Брінк на Хрещатику, в будинку спадкоємців генерала Білогородського на Липках; також як тимчасовий театр використовувалась будівля колишньої етапної в'язниці на Подолі.
До останньої чверті XIX століття київський театр не мав власної постійної трупи і був універсальним — в його репертуарі були як п'єси драматичного та комедійного жанру, так і опера, балет, оперета. До того ж і трупи того часу часто не мали чіткої спеціалізації за видами сценічного мистецтва, навіть одні й ті ж артисти могли виступати як співаки або драматичні актори. Вважається, що сезон 1806 року у першому міському театрі відкрила кріпосна трупа відставного полковника Дмитра Івановича Ширая, власника маєтку Спиридонова Буда Чернігівської губернії (тепер у Брянській області Росії). У 1805 році Д. І. Ширай придбав ділянку на схилі гори навпроти театру, облаштував тут садибу, в головному корпусі якої також працював театр. У трупі Д. Ширая брали участь близько 200 артистів і музикантів, серед яких були як кріпаки, так і вільні.
У Міських театрах виступали польські, польсько-українські та російсько-українські трупи — А. Ленкавського, Лотоцького, Жолкевського, П. Рекановского, І. Ф. Штейна, Л. Ю. Млотковського. Вони давали спектаклі зазвичай польською мовою, рідше російською або українською. Спектаклі ставилися за класичними творами Шекспіра, Шиллера, Мольєра, Вольтера, гралися опери Россіні, Керубіні. Але часто давалися постановки далеко не найкращих творів, глядача намагалися залучити «жахливими» назвами цих низькопробних п'єс, такими, як «Жахлива тінь Рінальдо, або Фантом», «Аббеліно, або Жахливий бандит венеціанський». Другого березня 1823 року трупою Ленкавського вперше була поставлена українська опера «Українка, або Чарівний замок», в тому ж році йшла драма українською мовою «Олена, або Розбійники на Україні».
Часто відбувалися гастролі, на яких виступали видатні актори — М. С. Щепкін (1820-і і 1840-і роки), П. С. Мочалов (1837—1838), Л. І. Млотковська, О. Є. Мартинов, К. Т. Соленик (1845), М. Х. Рибаков. Відгук про акторську майстерність Щепкіна залишив Т. Г. Шевченко, а пізніше поет присвятив йому вірш «Заворожи мені, волхве» та поему «Неофіти». Великі театральні сезони в Києві пройшли у 1821, 1829—1830, 1837—1838, 1840, 1843 роках. У 1823 році в Києві гастролювали оперні співаки львівського театру, а в 1835 — паризька драматична трупа з відомим австрійським актором Йосифом Скала. З 1840-х років Київ починає славитися як театральне місто. У 1841—1842 роках тут знову гастролює драматичний театр з Франції — на чолі з М. Жорж, в Контрактовому будинку виступали балет з Іспанії, оперні трупи з Італії та Польщі.
У другій половині XIX століття театр займає важливе місце не лише в культурному, а й у суспільно-політичному житті міста. У 1860-х роках у Києві працювала постійна російська драматична трупа М. К. Милославського. Вона ставила п'єси російських класиків — М. В. Гоголя, О. М. Островського, М. Є. Салтикова-Щедріна; твори низькопробного змісту поступово витіснялися з репертуару. З кінця 1860-х років складанням високохудожнього репертуару займався спеціально створений громадський комітет. Гастролі найкращих російських акторів, знаменитих зарубіжних театрів стали регулярними. У 1860-і — 1890-і роки в Київ приїжджали зірки Москви й Петербурга — І. Ф. Горбунов, В. В. Самойлов, В. В. Чарський, Ф. П. Горєв, М. Г. Савіна, П. А. Стрепетова, Г. М. Федотова, М. Н. Єрмолова, кияни побачили гру європейських і американських майстрів — Е. Россі, С. Бернар, Б. Коклена, Е. Дузе, А. Олдріджа. У 1863—1865 роках у Києві виступала італійська опера, артисти якої стали добре відомі в Росії — Т. Де Джулі Борсі, А. д'Альберті, А. Рене, хормейстер С. Сабателлі. Антрепренер цієї трупи Ф. Бергер у 1867 році заснував першу в Україні Російську оперу. Датою народження київського оперного театру вважається 27 жовтня 1867 року, коли на офіційному відкритті Російської опери було поставлено "Аскольдову могилу" О. М. Верстовського. З 1870-х років у Києві жив і працював композитор М. В. Лисенко, творець української оперної класики. Його перші опери «Чорноморці» та «Різдвяна ніч» в 1872—1873 роках ставилися аматорськими колективами і мали великий успіх, а з 1874 року опери Лисенка йшли в Міському театрі. Київську оперу неодноразово відвідував П. І. Чайковський, він залишив позитивні відгуки як про майстерність акторів і музикантів, так і про художнє оформлення спектаклів. У 1890 році композитор сам керував постановкою в Києві своєї опери «Пікова дама». У 1890-і роки було здійснено постановку «Снігуроньки» М. А. Римського-Корсакова, на якій був присутній автор, а С. В. Рахманінов диригував власною оперою «Алеко».

### Театри Бергоньє та Соловцова

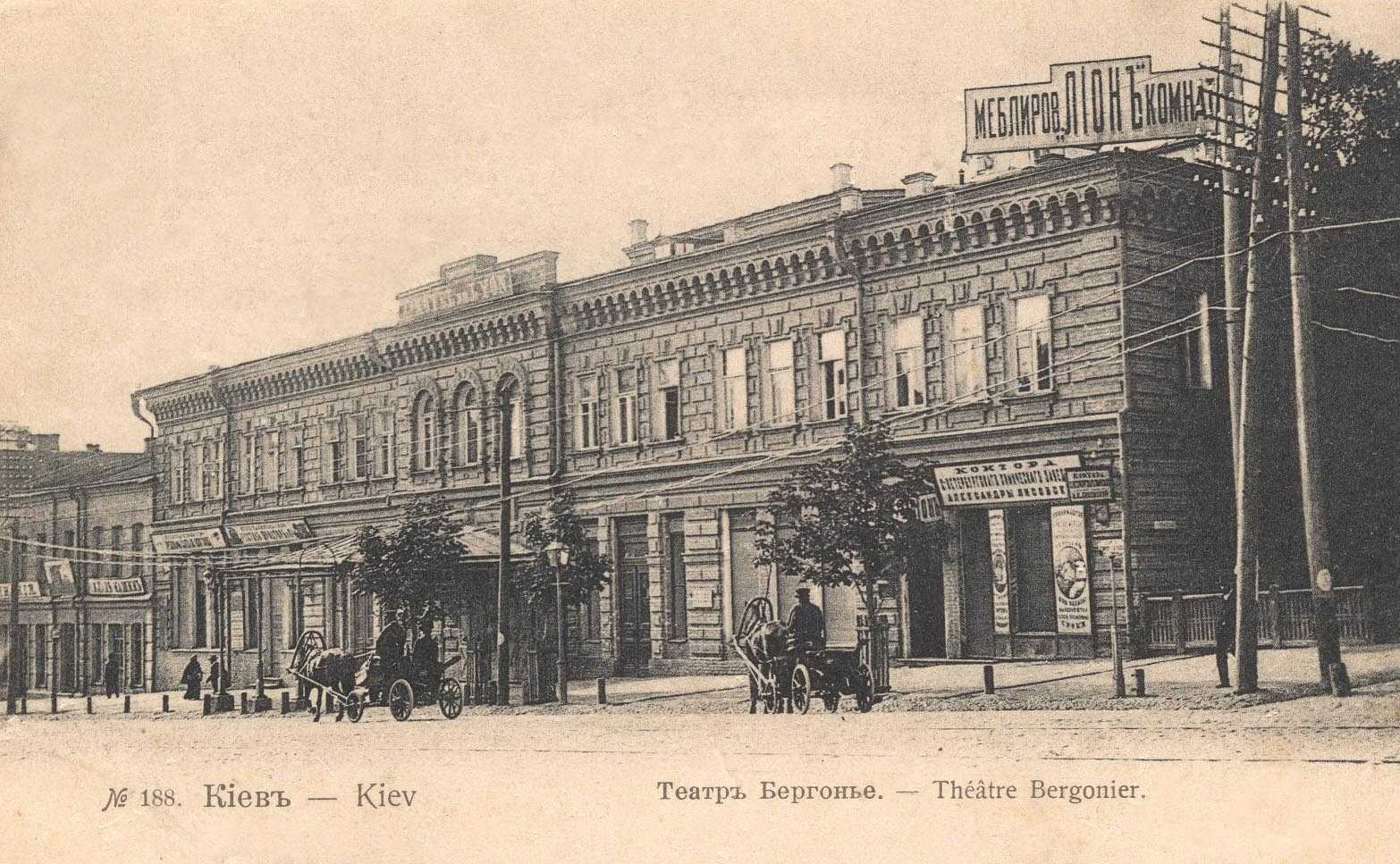
Театр Бергоньє, фото 1910-х років. Тепер Театр російської драми імені Лесі Українки

У 1878 році в Києві з'явився другий постійний театр. Підприємець Огюст Бергоньє перетворив на театральне приміщення власний стаціонарний цирк-театр «Альказар», побудований 6 1875 році за проектом В. М. Ніколаєва на розі вулиць Фундуклеївської і Ново-Єлизаветинської. Після цієї реконструкції будівля стала відомою як театр Бергоньє.
Українська театральна культура з середини XIX століття піддавалася жорстким цензурним обмеженням з боку царської влади (див. Валуєвський циркуляр, Емський указ). Проти такої дискримінації виступали не тільки українські, але й російські театральні діячі. Наприклад, у 1877 році, через рік після виходу Емського указу, в бенефіс Г. Федотової була поставлена драма Т. Шевченка «Назар Стодоля». Вчинок актриси мав великий суспільно-політичний резонанс. У 1882—1883 роках в театрі Бергоньє відбулися гастролі перших українських професійних труп — Г. А. Ашкаренка, М. Л. Кропивницького, М. П. Старицького. Вистави Кропивницького швидко набули популярності, особливо серед молоді, і це сильно стривожило владу. Незабаром київські гастролі українських театрів наказом генерал-губернатора О. Р. Дрентельна були заборонені. Після заборони тільки у 1893 році трупа М. К. Садовського змогла з'явитися в Києві, і з того часу українські театри виступали в місті щорічно, але під ще більш посиленим контролем царської цензури. В інформаційній записці, складеній провідними діячами української театральної культури до першого Всеросійського з'їзду сценічних діячів (1897 рік) українські п'єси тих років названі «одноманітними» і «зовсім нецікавими для народу», що стало наслідком посилення цензури. Лише після революції 1905 року і виходу Маніфесту 17 жовтня, що надавав громадянські права і свободи, тиск цензури послабшав.

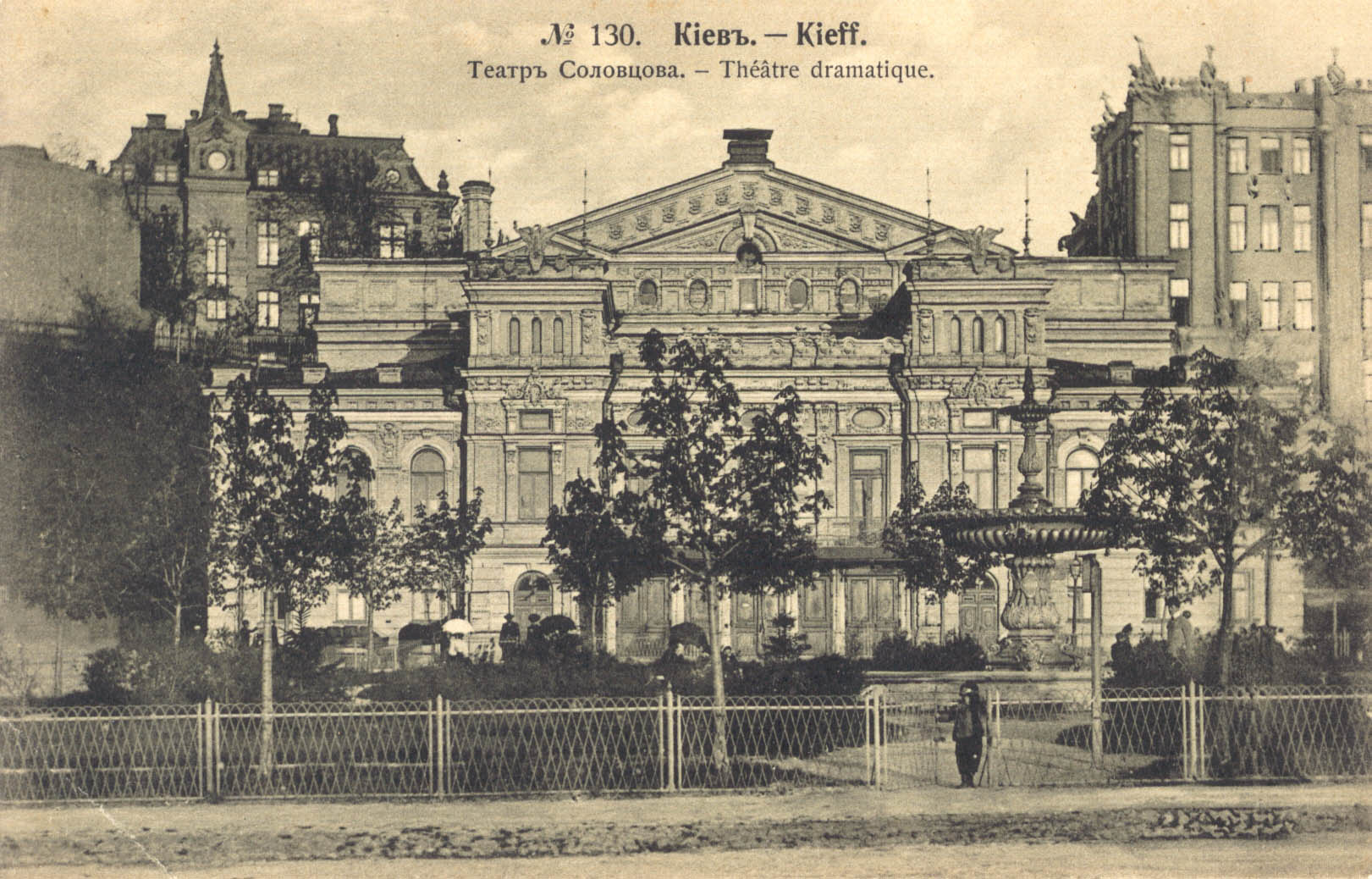
Театр Соловцова у 1910-і роки. Тепер Драматичний театр імені Івана Франка

З кінця 1880-х років в Міському театрі і театрі Бергоньє регулярно відбувалися гастролі російських драматичних колективів. Керівником однієї з таких труп М. М. Соловцовим (Федоровим) в 1891 році засновано Київське драматичне товариство, яке у 1893 році отримало назву «Драматичний театр „Соловцов“». Це був перший київський постійний драматичний колектив. Після пожежі, що знищила у 1896 році Міський театр, Соловцов організував будівництво власного театрального будинку (за проектом Г. П. Шлейфера і Е. П. Брадтмана, 1898), на місці ж згорілого Міського до 1901 року за проектом В. О. Шретера побудований новий Оперний театр. Театр «Соловцов» працював до 1919 року, а потім був націоналізований і перетворений у Другий театр Української Радянської Республіки ім. В. І. Леніна, який існував до 1924 року. Соловцов і наступні керівники театру (після смерті засновника у 1901 році) з великою увагою ставилися до складу трупи та підбору репертуара, театр славився зразковою сценічною культурою. У 1894—1905 роках сцена «Соловцова» щорічно надавалася для виступів українських театрів М. Л. Кропивницького, М. К. Садовського і П. К. Саксаганського, Д. А. Гайдамаки, О. Л. Суходольського, О. П. Ратмирової.

### Поява театрів оперети
З сезону 1869—1870 років в Києві почали гастролювати театри оперети. На різних сценах, в тому числі літніх театрів, оперету ставили трупи В. Д. Рокотова (1875), М. М. Савіна (Славича) (1878 — 79, театр Бергоньє), Й. Я. Сєтова (1886 — 89, театр Бергоньє), Киселевича та Владикіна (1894), петербурзька Російська опереткова трупа (1899). У 1890—1918 роках виступали зарубіжні театри оперети, першим з яких був театр мадам Ласаль з Франції. Київ відвідували французькі трупи А. Жюдік, де Монклера, Бокур та Шарле, Рене Дебре; австрійські — «Карл-театр» та «Йоганн Штраус-театр», трупи Г. Целлера, В. Н. Шульца, Ю. Штільмана, Л. Бендіндера. Надзвичайно популярною в Києві стала оперета С. Джонса «Гейша», яка одразу після прем'єри була надрукована видавництвом Ідзиковських, мелодії з неї стали виконуватися багатьма оркестрами, вуличними артистами. У 1906 році «Гейшу» поставив театр Д. А. Гайдамаки у вільному перекладі на українську мову.

## Початок XX ст

### Оперета на вершині популярності
У 1901—1912 роках у Києві щорічно бував петербурзький театр С. Н. Новикова «Пасаж». З театром Новикова виступали зірки того часу, приїзд яких до Києва ставав справжньою сенсацією — Н. І. Тамара (Мітіна-Буйницька), А. Д. В'яльцева, Ю. С. Морфессі, О. Е. Блюменталь-Тамарін, В. В. Кавецька. У 1909 році вперше Київ відвідав антрепренер М. П. Лівський (Лівенсон) зі своєї петербурзькою трупою. Він очолював кілька опереткових труп в різних містах Росії. У 1910 році гастролювала його одеська трупа, а в 1912—1913 — «Руська оперета». У 1912 році Лівський орендував приміщення на вул. Миколаївській, де розміщувався «Скетінг-Ринг» — заклад для катання на роликових ковзанах. Трупи Лівського перші почали виконувати в Києві оперети І. Кальмана — «Осінні маневри» (1910, у гол. ролі — В. І. Піонтковська) та «Маленький король» (1913, головний виконавець — О. М. Феона). У 1915 році Лівський знову з'явився у Києві і переобладнав «Скетінг-Ринг» на театр. Тут працював, хоча і не довго — близько півроку, перший в Києві стаціонарний театр оперети. Колишній «Скетінг-Ринг» згодом отримав назву театрального комплексу Лівського і Кручиніна (будівля не збереглася). У 1915 році у Києві гастролював у повному складі петербурзький «Палас-театр», артисти якого раніше вже відвідували місто. У листопаді 1911 року в будівлі на вул. Мерингівській, 8 (будівля не збереглася, див. Театр Геймана) відкрився так званий «Новий театр» В. М. Дагмарова, який здавався в оренду різним колективам. З відкриття і до 1914 року тут гастролював московський театр Євелінова і Потопчиної, один з найвідоміших театрів оперети в Росії. У лютому — квітні 1916 року в театрі Лівського з великим успіхом пройшли гастролі театру «Фарс» — фарсової групи Одеського російського театру. Провідними акторами «Фарсу» були В. М. Вронський і його дружина М. С. Стосіна. Бенефіси Вронського і Стосіної настільки сподобалися глядачам, що були повторені. Ще одні успішні гастролі пройшли восени 1916 року в театрі Лівського — гастролі московського театру «Зон». Цей театр, що належав підприємцю І. С. Зону, мав сильний акторський склад і якісний репертуар. «Зон» виконував оперети Ж. Оффенбаха, Ф. Легара, І. Кальмана, Р. Планкетта, Л. Фалля, К. Целлера та інших авторів; відомі актори, які виступали в театрі — С. Г. Лін, Т. А. Тамара-Грузинська, М. І. Дніпров, М. Тумашев.

### Народні будинки, театр Садовського, «Малий театр»
У 1902 році в Києві відкрилися два народних будинки — Лук'янівський та Троїцький, із залами для глядачів на 550 і 1000 чоловік відповідно. Зали здавалися в оренду театральним антрепренерам. У Троїцькому народному будинку в 1902—1907 роках виступала оперна трупа М. М. Бородая, в 1905—1910 роках зал орендувала антреприза І. Е. Дуван-Торцова. З Троїцьким народним домом пов'язаний важливий етап у розвитку української театральної культури — в 1907—1917 роках тут працював перший український постійний професійний театр М. К. Садовського. Завдяки новаторству керівника та вмілому використанню переваг постійної сцени і політичної ситуації, цей театр зміг у своїй діяльності втілити прогресивні ідеї сценічного мистецтва.
За даними адресного довідника за 1907 рік, в Києві на той момент існувало сім постійних театральних сцен — театри Соловцова, Бергоньє, оперний, два народних будинки, театр у Контрактовому будинку і «Малий театр» О. М. Крамського. У 1906 році Крамськой, який вважався одним з найкращих театральних адміністраторів Росії, організував свій театр в орендованому приміщенні на Хрещатику, в будинку, побудованому в 1877 році В. І. Сичуговим та О. Я. Шіле (не збереглося). «Малий театр» не мав власної трупи, його сцена надавалася різним колективам і сольним виконавцям. Тут виступали українські колективи — Д. А. Гайдамаки (1906—1907), єврейські — М. Л. Генфера (1907, 1908), польські — В. Яршевської, варшавський театр «Новини» («Nowości»), «Малий театр» М. Гавалевича, оперети Ю. Мишковського й С. Богуцького та інші. Ставилися спектаклі різних жанрів — драматичні, опера, оперета, а також відбувалися циркові виступи, чемпіонати борців, лекції, благодійні заходи. У 1910 році театр Крамського перетворений на кабаре «Сатирикон».

### А.М.Кручинінта театри малих форм
У 1909 році за сприяння О. М. Крамського в приміщенні Бергоньє відкрився «Драматичний театр А. Кручиніна». Це був другий після «Соловцова» російський драматичний театр, але існував він недовго, в 1912 році його керівник А. М. Кручинін перетворив його на «Художній театр мініатюр».
Перші роки серйозна драма приносила Кручиніну лише збитки. Але після того, як він перейшов на мініатюри, почав отримувати великі прибутки. У Києві, де було шість труп мініатюр, Кручинін переміг усіх конкурентів, забезпечуючи в театрі С. В. Брикіна повні збори.
У 1915 році, вже після смерті засновника (1914), театр знову був реорганізований і отримав назву «Художній театр Кручиніна». З 1917 року він зайняв приміщення театру Лівського, і з тих пір колишній «Скетінг-Ринг» стали називати «театром Лівського і Кручиніна».
У 1911 році в Києві почали відкриватися театри малих форм — кабаре, театри мініатюр, мюзик-холи (вар'єте). За свідченням журналу «Київська рампа» за жовтень 1912 року, інтерес публіки до цих закладів спочатку швидко згас і їх залишилося всього два — «Перший театр мініатюр» Д. Г. Гутмана і «Художній театр мініатюр», але незабаром мода на них повернулася і у 1912 році стався справжній бум театрів мініатюр. У цей рік з'явилися театри «Фіглікі» (Хрещатик, 7), «Палас» П. Л. Скуратова (в «Скетінг-Рингу»), «Малий театр мініатюр» (Хрещатик, 36), «Одеон» (В. Васильківська, 14), Дитячий театр мініатюр Є. Л. Зоріна, виступали пересувний театр «Мікст» А. Е. Нехлюдова (в Комерційному зібранні, Хрещатик, 1, будинок не зберігся), петербурзький театр-кабаре «Бі-Ба-Бо» (в «Гранд-готелі» на Хрещатику). У грудні 1914 року за адресою Хрещатик, 43 (будівля не збереглася) відкрився «Інтимний театр», створений О. Й. Дейчем та М. М. Фореггером, тоді ще студентами Київського університету. «Інтимний театр» проіснував понад 5 років — до червня 1920 року (з перервами), це був рекордний термін для дореволюційних театрів малих форм. На початку, як і «Малий театр» Крамського, «Інтимний» був тільки приміщенням, яке надавалося запрошеним артистам, а пізніше у нього з'явився і власний колектив. Тут виступали Н. І. Тамара, В. В. Кавецька, М. Ленська (1915), І. Я. Кремер, Ю. С. Морфессі, І. Д. Юр'єва (1917), Віктор Хенкін (1917), перша жінка-конферансьє М. С. Марадудіна, О. М. Вертинський (1918), Л. І. Утьосов (1918), Н. В. Плевицька (1918—1919). Ще один театр малих форм — «Пел-Мел», з 1917 року «Театр легкої комедії та оперети» — працював у 1916—1920 роках на розі Хрещатика і Лютеранської вулиці в літньому приміщенні Дворянського клубу (будівля не збереглася), де був глядацький зал на 400 місць. У репертуарі його були переважно одноактні комедії, фарси, скетчі, сольні виступи. Серед артистів, що тут виступали — пародистка М. І. Ртіщева, балерина А. С. Легат, режисер і актор А. Ф. Лундін, майбутня народна артистка РРФСР О. М. Грановська, В. М. Вронський (1918), А. Т. Аверченко (1918), прима віденської оперети К. Мілович (1918). 1918 року у Києві (Хрещатик, 36) діяв театр малих форм «Дім інтермедій» — театральна трупа, очолювана Михайлом Бонч-Томашевським.

### Освітні заклади
У 1904 році М. В. Лисенко відкрив Музично-драматичну школу. Театральні предмети в ній вели М. М. Старицька, Г. Гаєвський (сценічне мистецтво), В. М. Перетц (історія драми). У 1913 році школі присвоєно ім'я М. В. Лисенка, а в 1918 її перетворили на Музично-драматичний інститут (нині Університет театру, кіно і телебачення ім. І. К. Карпенка-Карого). У 1918 році Г. К. Крижицьким та Є. П. Дерев'янко-Просвєтовим засновано Драматичну консерваторію, але незабаром її закрили.

## В роки громадянської війни
У 1917—1920 роках політична ситуація в Києві відрізнялася особливою нестабільністю, влада в місті за цей період змінювалася не менше 10 разів. У 1918 році Київ став притулком для великої кількості біженців з радянської Росії. За даними газети «Столичний голос» від 25 (12) січня 1919 року, населення міста протягом 1918 року збільшилась з 467 703 чоловік до приблизно 600 тисяч. Значну частину біженців складали представники творчої інтелігенції, зокрема, діячі театру. У місті сконцентрувалися режисери, керівники, артисти і цілі театральні колективи, найбільше їх приїжджало з Москви і Петрограда, Київ 1918 року навіть отримав жартівливі прізвиська «Москвокиїв» і «Петромоскв». Продовжували працювати Оперний і «Соловцов», в колишньому приміщенні Лівського і Кручиніна відкрився «Німецький театр», що давав вистави німецькою мовою. У театрі Бергоньє, «окраїнних» театрах (таких, як Лук'янівський народний будинок) виступали численні театри мініатюр, оперети, під театри пристосовувалися приміщення в кафе, готелях. Театр Садовського навесні 1917 року дав останню виставу в Троїцькому народному домі, а потім виступав у парку Шато-де-Фльор. У січні 1919 року, побоюючись закриття більшовиками, цей театр виїхав до Кам'янця-Подільського, потім до Вінниці, а через рік розпався, оскільки більшість акторів повернулось до Києва. У Троїцькому народному домі 24 квітня 1917 засновано комітет Українського національного театру, а восени почав працювати створений ним «Національний зразковий театр», з серпня 1918 року він працював під управлінням П. К. Саксаганського як «Державний народний театр», а з січня 1923 — як театр ім. М. Заньковецької (у лютому 1923 року він виїхав з Києва, з 1944 року перебуває у Львові).
Розміщенням і працевлаштуванням артистів займалися правління Київського літературно-артистичного клубу (КЛАК), Союз сценічних діячів і Союз київських антрепренерів. КЛАК організовував безкоштовні обіди для безробітних акторів, кошти на які надавали антрепренери. До Києва приїхали петроградський театр «Бі-Ба-Бо» під керівництвом М. Я. Агнівцева, московський «Летюча миша» М. Ф. Балієва, засновники театру «Криве дзеркало» О. Р. Кугель і З. В. Холмська, брати Зон розмістили на Хрещатику кабаре під назвою «Куточок Москви», пізніше «Підвал москвичів». Група артистів «Бі-Ба-Бо» на чолі з Агнівцевим в грудні 1918 року заснували театр естради і мініатюр «Підвал Кривого Джиммі», він відкрився в кафе «Франсуа» на розі Фундуклеївської та Володимирської. Це був один з дуже небагатьох театрів мініатюр, які отримали у 1919 році позитивні відгуки більшовицької преси. У Києві він перебував до вересня 1919 року. У січні 1919 року в зв'язку з наступом військ М. О. Щорса почався масовий від'їзд російських біженців. 15 березня 1919 року більшовицька влада видала декрет «Про націоналізацію театрів». На основі вже існуючих колективів були створені перші радянські театри, «Соловцов» став Другим театром Української Радянської Республіки ім. В. І. Леніна, Державний драматичний театр, заснований у 1918 році — Першим театром УРР ім. Т. Г. Шевченка. Працювали театри Червоної армії (в театрі Бергоньє) і Першого комуністичного полку (в театрі Геймана). Після захоплення Києва денікінцями, з вересня 1919 року, радянські театри знову стали приватними і продовжували працювати. З весни і до кінця 1919 року (при владі більшовиків, а потім денікінців) діяло кооперативне «Товариство соборної творчості „Взыскующие града“», яке займалося розвитком театру, кіно, літератури і журналістики. Товариство створило Театральну академію (засновники — Г. К. Крижицький, В. В. Сладкопєвцев), в якій викладали відомі діячі культури — О. Й. Дейч, О. С. Вознесенський-Бродський, С. С. Мокульський.

## Сучасні театри
Український малий драматичний театр.
Український малий драматичний театр створено у Києві в квітні 1989 р.
Створила театр актриса та театрознавець народна артистка України Валентина Кімберська, яка очолює його і по сьогоднішній день.
На сцені Українського малого драматичного театру поставлено твори відомих авторів — Лесі Українки, Івана Франка, Григорія Квітки-Основ'яненка, Івана Карпенка-Карого, Олександра Олеся, Михайла Старицького, Володимира Самійленка, Володимира Канівця, Вадима Бойка, Спиридона Черкасенка, Анатолія Крима, Тетяни Іващенко і т. д. Наряду з творами українських драматургів театр здійснив постановки вистав зарубіжних авторів: Габрієли Запольської, Анрі де Мантона, Ференца Карінті. Вистави театру йдуть українською мовою.
Офіційний сайт театру: Український малий драматичний театр